# Union de pharmacologie scientifique appliquée
L'Union de pharmacologie scientifique appliquée, plus connue sous le nom de Laboratoires UPSA, est une entreprise pharmaceutique française, filiale du groupe japonais Taisho Pharmaceutical et commercialisant des médicaments principalement sous la marque UPSA Conseil.

## Historique

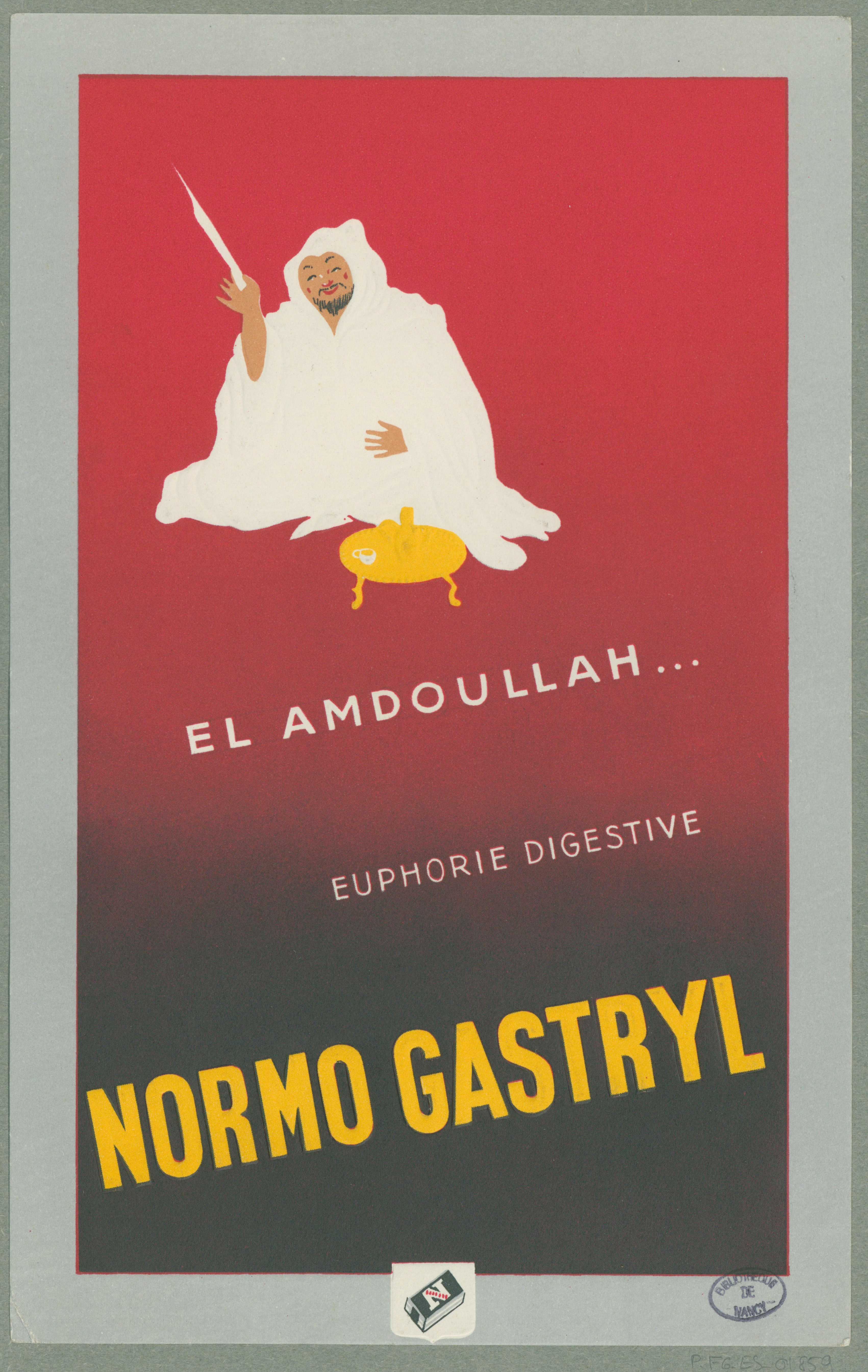
Publicité pour le Normogastryl

Dr Camille Bru, radiologue, originaire du Lot-et-Garonne, constate aux rayons X que les boissons gazeuses accélèrent les mouvements du tube digestif. Il élabore ainsi le premier médicament effervescent contre les troubles gastriques, le Normogastryl. L'Union de pharmacologie scientifique appliquée (U.P.S.A.) est fondée en 1935 à Agen par Dr Camille Bru afin de produire et commercialiser ce médicament.
À sa mort, en 1958, son fils, le docteur Jean Bru lui succède à la tête de l'entreprise. Il crée l'aspirine effervescente, assurant ainsi un développement considérable de l'UPSA. Il meurt brutalement d'un cancer en 1989. Alors que le chiffre d'affaires est d'un milliard de francs, sa veuve Nicole doit payer 40 % de droits de succession dans les six mois suivant son décès. Elle décide alors de céder en urgence 45 % du capital de l'entreprise afin de pouvoir payer les droits de succession. Le groupe américain Bristol-Myers Squibb se porte acquéreur de 45% du capital, en échange de garanties sur l'indépendance du groupe, la protection de l'emploi, le maintien des capacités de recherche et l'absence de délocalisations. À sa retraite en 1994, Nicole Bru cède les 55 % restants du capital à Bristol-Myers Squibb et devient présidente du conseil de surveillance,.
En décembre 2018, Bristol-Myers Squibb annonce la vente d'UPSA au groupe japonais Taisho Pharmaceutical (en) pour 1,6 milliard de dollars,,,. Taisho est la plus grande entreprise de médicament en vente libre au Japon et le 8e au niveau mondial.
Le 1er juillet 2019, la vente d'UPSA à Taisho Pharmaceutical est finalisée. UPSA conserve cependant son statut de société et ses marques phares restent fabriquées en France sur son site. En mai 2021, Isabelle Van Rycke est nommée PDG du groupe.

## Production
UPSA dispose de deux sites de production, le site Gascogne situé au Passage d'Agen et le site Guyenne situé à Agen. Chaque année, les 1 400 employés fabriquent quelque 370 millions de boîtes de médicaments.